# Tone Tinnes
Tone Tinnes, född 8 november 1961 i Notodden, är en norsk diplomat.
Tinnes, som till utbildningen är nationalekonom, har arbetat i norsk utrikestjänst sedan 2005. Hon var senior rådgivare vid Utrikesdepartementet 2005–2007, underdirektör där 2007–2009 och avdelningsdirektör 2009–2014. Hon innehade befattningen som ambassadör i Juba 2014–2016 och är sedan 2016 ambassadör i Rangoon.